# جيمس سكوت (لاعب كرة سلة)
جيمس سكوت (6 يونيو 1972 في الولايات المتحدة - ) (بالإنجليزية: James Scott)‏ هو لاعب كرة سلة أمريكي في مركز هجوم صغير الجسم. لعب مع إلان شالون وميامي هيت.

## وصلات خارجية
- جيمس سكوت على موقع إن بي أي (الإنجليزية)
- جيمس سكوت على موقع سبورتس رفرنس (الإنجليزية)
- جيمس سكوت على موقع كرة السلة الأوروبية.كوم (الإنجليزية)
- جيمس سكوت على موقع كلية كرة السلة في سبورتس رفرنس.كوم (الإنجليزية)
- جيمس سكوت على موقع ريلجم (الإنجليزية)
- جيمس سكوت على موقع بروبوليرز (الإنجليزية)
- جيمس سكوت على موقع سبورتس رفرنس (الإنجليزية)